# I Армянский легион
I Армянский легион (лат. Legio I Armeniaca) — один из легионов поздней Римской империи.
Впервые легион был упомянут в «Notitia Dignitatum». Скорее всего, данное подразделение было сформировано в конце III века в Западной Армении с целью защиты римских владений от иноземных вторжений. По крайней мере до 359 года легион дислоцировался в Клавдиополе (провинция Каппадокия, затем Армения II). Он принимал участие в персидском походе Юлиана II (весна — лето 363 года). В начале V века легион был переведен в разряд псевдокомитатов и базировался в Сатале (провинция Армения II). Он находился в подчинении военного магистра Востока.
Возможно, легион существовал ещё в период завоевания остготской Италии Велизарием при императоре Юстиниане I.